# Höggeröd vatten
Höggeröd vatten är en sjö i Orusts kommun i Bohuslän och ingår i Göta älv-Bäveåns kustområde. Sjön är 7 meter djup, har en yta på 0,114 kvadratkilometer och är belägen 64 meter över havet. Vid provfiske har abborre, gädda och mört fångats i sjön.

## Delavrinningsområde
Höggeröd vatten ingår i det delavrinningsområde (646936-126198) som SMHI kallar för Rinner mot Havstensfjorden. Medelhöjden är 60 meter över havet och ytan är 8,79 kvadratkilometer. Det finns inga avrinningsområden uppströms utan avrinningsområdet är högsta punkten. Avrinningsområdets utflöde mynnar i havet, utan att ha någon enskild mynningsplats. Avrinningsområdet består mestadels av skog (67 procent) och öppen mark (19 procent). Avrinningsområdet har 0,11 kvadratkilometer vattenytor vilket ger det en sjöprocent på 1,3 procent.